# Reichstagswahl August 1867
- SVP/ADAV/LADAV: 6
- Sonst.: 4
- BKV: 21
- Minderheiten: 12
- Unabh. Lib.: 9
- DFP: 29
- FV: 13
- Altliberale: 15
- NLP: 81
- Unabh. Kons.: 7
- FKV: 34
- KP: 66

Die Ergebnisse der Reichstagswahl nach Wahlkreisen. Die Nummerierung der Wahlkreise entspricht der der Tabelle.

Die Reichstagswahl im August 1867 war die Wahl zum ersten ordentlichen Reichstag des Norddeutschen Bundes. Die Hauptwahl fand am 31. August 1867 statt; in den Wochen danach folgten die erforderlichen Stichwahlen. Die Mitgliedstaaten des Norddeutschen Bundes waren für die Wahl in 297 Wahlkreise eingeteilt worden, von denen 236 in Preußen lagen. Die Königreiche Bayern und Württemberg, das Großherzogtum Baden und der Südteil des Großherzogtums Hessen gehörten dem Norddeutschen Bund nicht an und nahmen daher an der Wahl nicht teil. Im Februar 1867 hatte bereits die Wahl zum konstituierenden Reichstag des Norddeutschen Bundes stattgefunden.

## Gesamtergebnis
Die Wahlbeteiligung war deutlich geringer als bei der Wahl zum konstituierenden Reichstag. Die politischen Kräfteverhältnisse blieben im Wesentlichen unverändert, so dass die Unterstützer der Politik Otto von Bismarcks ihre Mehrheit behaupteten. Die Spaltung des Liberalismus wurde durch das Wahlergebnis und die anschließende Fraktionsbildung im Reichstag bestätigt. Die ostelbischen Provinzen von Preußen blieben eine Hochburg der Konservativen. Besonders in den 1866 von Preußen annektierten Provinzen Schleswig-Holstein und Hannover erzielten bundesstaatlich-konstitutionelle Kandidaten Wahlerfolge.
Mit der Sächsischen Volkspartei, dem Allgemeinen Deutschen Arbeiterverein und dem Lassalleschen Allgemeinen Deutschen Arbeiterverein waren drei Arbeiterparteien im Parlament vertreten. Der politische Katholizismus blieb bei dieser Wahl im Gegensatz zur folgenden Reichstagswahl 1871 noch unbedeutend.
Aufgrund unvollständiger Dokumentation der Stimmergebnisse gibt es in der Fachliteratur keine überlieferte Aufschlüsselung des Gesamtergebnisses nach Stimmen und Prozenten. Die folgende Tabelle gibt die Anzahl der für die einzelnen Parteien gewählten Abgeordneten an, wie sie in den zeitgenössischen Reichstagshandbüchern aufgeführt sind.
| Politische Richtung | Politische Richtung | Partei                                                     | Partei | Sitze    |
| ------------------- | ------------------- | ---------------------------------------------------------- | ------ | -------- |
| Konservative        | Konservative        | Konservative Partei (KP)                                   |        | 66 (+7)  |
| Konservative        | Konservative        | Freikonservative Vereinigung (FKV)                         |        | 34 (−5)  |
| Konservative        | Konservative        | fraktionslose Konservative                                 |        | 7 (−1)   |
| Liberale            | Liberale            | Nationalliberale Partei (NLP)                              |        | 81 (+1)  |
| Liberale            | Liberale            | Zentrumsfraktion (Altliberale)1)                           |        | 15 (−12) |
| Liberale            | Liberale            | Freie Vereinigung (FV)                                     |        | 13 (−1)  |
| Liberale            | Liberale            | Deutsche Fortschrittspartei (DFP)                          |        | 29 (+10) |
| Liberale            | Liberale            | fraktionslose Liberale                                     |        | 9 (−2)   |
|                     |                     | Bundesstaatlich-Konstitutionelle Vereinigung (BKV)         |        | 21 (+3)  |
| Arbeiterparteien    | Arbeiterparteien    | Sächsische Volkspartei (SVP)                               |        | 3 (+1)   |
| Arbeiterparteien    | Arbeiterparteien    | Allgemeiner Deutscher Arbeiterverein (ADAV)                |        | 2 (+2)   |
| Arbeiterparteien    | Arbeiterparteien    | Lassallescher Allgemeiner Deutscher Arbeiterverein (LADAV) |        | 1 (+1)   |
| Minderheiten        | Minderheiten        | Polen                                                      |        | 11 (−2)  |
| Minderheiten        | Minderheiten        | Dänen                                                      |        | 1 (−1)   |
| Sonstige            | Sonstige            | Sonstige                                                   |        | 4 (−1)   |
| Gesamt              | Gesamt              | Gesamt                                                     | Gesamt | 297      |

1)
Nicht zu verwechseln mit der Zentrumsfraktion in den Reichstagen des Deutschen Kaiserreichs

## Gewählte Abgeordnete nach Wahlkreisen
In jedem der insgesamt 297 Wahlkreise wurde nach absolutem Mehrheitswahlrecht ein Abgeordneter gewählt. Wenn kein Kandidat im ersten Wahlgang die absolute Mehrheit erreichte, wurde eine Stichwahl zwischen den beiden bestplatzierten Kandidaten durchgeführt. In den folgenden Tabellen werden die gewählten Abgeordneten und ihre Parteistellung im Reichstag angegeben.

### Preußen
| Königreich Preußen                                    | Königreich Preußen                                                                  | Königreich Preußen                            | Königreich Preußen                            | Königreich Preußen                            |
| Provinz Preußen – Regierungsbezirk Königsberg         | Provinz Preußen – Regierungsbezirk Königsberg                                       | Provinz Preußen – Regierungsbezirk Königsberg | Provinz Preußen – Regierungsbezirk Königsberg | Provinz Preußen – Regierungsbezirk Königsberg |
| ----------------------------------------------------- | ----------------------------------------------------------------------------------- | --------------------------------------------- | --------------------------------------------- | --------------------------------------------- |
| 1                                                     | Memel, Heydekrug                                                                    | Helmuth Karl Bernhard von Moltke              | KP                                            |                                               |
| 2                                                     | Labiau, Wehlau                                                                      | Franz August Eichmann                         | KP                                            |                                               |
| 3                                                     | Königsberg-Stadt                                                                    | Eduard Vogel von Falckenstein                 | KP                                            |                                               |
| 4                                                     | Fischhausen, Königsberg-Land                                                        | Otto Karl von Hüllessem-Meerscheidt           | KP                                            |                                               |
| 5                                                     | Heiligenbeil, Preußisch-Eylau                                                       | Willibald von Kalckstein                      | KP                                            |                                               |
| 6                                                     | Braunsberg, Heilsberg                                                               | Anton Pohlmann                                | FKV                                           |                                               |
| 7                                                     | Preußisch-Holland, Mohrungen                                                        | Alexander von Below                           | KP                                            |                                               |
| 8                                                     | Osterode i. Opr., Neidenburg                                                        | Karl Ludwig von Weitzel                       | KP                                            |                                               |
| 9                                                     | Allenstein, Rößel                                                                   | Bethel Henry Strousberg                       | KP                                            |                                               |
| 10                                                    | Rastenburg, Friedland, Gerdauen                                                     | Max von Romberg                               | KP                                            |                                               |
| Provinz Preußen – Regierungsbezirk Gumbinnen          |                                                                                     |                                               |                                               |                                               |
| 1                                                     | Tilsit, Niederung                                                                   | Otto von Keyserlingk zu Rautenburg            | KP                                            |                                               |
| 2                                                     | Ragnit, Pillkallen                                                                  | Eugen von Sperber                             | KP                                            |                                               |
| 3                                                     | Gumbinnen, Insterburg                                                               | Prinz Albrecht von Preußen                    | KP                                            |                                               |
| 4                                                     | Stallupönen, Goldap, Darkehmen                                                      | Heinrich Friedrich von Itzenplitz             | fraktionslos konservativ                      |                                               |
| 5                                                     | Angerburg, Lötzen                                                                   | Karl von Lehndorff                            | KP                                            |                                               |
| 6                                                     | Oletzko, Lyck, Johannisburg                                                         | George von Simpson-Georgenburg                | KP                                            |                                               |
| 7                                                     | Sensburg, Ortelsburg                                                                | Gustav von Saltzwedel                         | KP                                            |                                               |
| Provinz Preußen – Regierungsbezirk Danzig             |                                                                                     |                                               |                                               |                                               |
| 1                                                     | Marienburg, Elbing                                                                  | Wilhelm von Brauchitsch                       | KP                                            |                                               |
| 2                                                     | Danzig Land                                                                         | Achatius von Auerswald                        | KP                                            |                                               |
| 3                                                     | Danzig Stadt                                                                        | Theodor Wilhelm Lesse                         | FV                                            |                                               |
| 4                                                     | Neustadt (Westpr.), Karthaus                                                        | Emil von Czarlinski                           | Pole                                          |                                               |
| 5                                                     | Berent, Preußisch Stargard                                                          | Hiacynt von Jackowski                         | Pole                                          |                                               |
| Provinz Preußen – Regierungsbezirk Marienwerder       |                                                                                     |                                               |                                               |                                               |
| 1                                                     | Marienwerder, Stuhm                                                                 | Hermann Conrad                                | NLP                                           |                                               |
| 2                                                     | Rosenberg (Westpr.), Löbau                                                          | Rodrigo zu Dohna-Finckenstein                 | KP                                            |                                               |
| 3                                                     | Graudenz, Strasburg (Westpr.)                                                       | Julius von Hennig                             | NLP                                           |                                               |
| 4                                                     | Thorn, Kulm                                                                         | Friedrich Meyer                               | NLP                                           |                                               |
| 5                                                     | Schwetz                                                                             | Otto Techow                                   | NLP                                           |                                               |
| 6                                                     | Konitz                                                                              | Stanislaus von Radkiewicz                     | Pole                                          |                                               |
| 7                                                     | Schlochau, Flatow                                                                   | Botho Heinrich zu Eulenburg                   | KP                                            |                                               |
| 8                                                     | Deutsch-Krone                                                                       | Franz Adolph Guenther                         | FKV                                           |                                               |
| Berlin                                                |                                                                                     |                                               |                                               |                                               |
| 1                                                     | Alt-Berlin, Cölln, Friedrichswerder, Dorotheenstadt, Friedrichstadt-Nord            | Adolf Hagen                                   | DFP                                           |                                               |
| 2                                                     | Schöneberger Vorstadt, Friedrichsvorstadt, Tempelhofer Vorstadt, Friedrichstadt-Süd | Leopold Freiherr von Hoverbeck                | DFP                                           |                                               |
| 3                                                     | Luisenstadt diesseits des Kanals, Neu-Cölln                                         | Moritz Wiggers                                | DFP                                           |                                               |
| 4                                                     | Luisenstadt jenseits des Kanals, Stralauer Vorstadt, Königsstadt-Ost                | Heinrich Runge                                | DFP                                           |                                               |
| 5                                                     | Spandauer Vorstadt, Friedrich-Wilhelm-Stadt, Königsstadt-West                       | Franz Duncker                                 | DFP                                           |                                               |
| 6                                                     | Wedding, Gesundbrunnen, Moabit, Oranienburger Vorstadt, Rosenthaler Vorstadt        | Hermann Schulze-Delitzsch                     | DFP                                           |                                               |
| Provinz Brandenburg – Regierungsbezirk Potsdam        |                                                                                     |                                               |                                               |                                               |
| 1                                                     | Westprignitz                                                                        | Gustav von Jagow                              | KP                                            |                                               |
| 2                                                     | Ostprignitz                                                                         | Carl Otto Sigismund von Karstedt              | KP                                            |                                               |
| 3                                                     | Ruppin, Templin                                                                     | Adolf von Arnim-Boitzenburg                   | fraktionslos konservativ                      |                                               |
| 4                                                     | Prenzlau, Angermünde                                                                | Oskar von Arnim-Kröchlendorff                 | FKV                                           |                                               |
| 5                                                     | Oberbarnim                                                                          | Ernst von Eckardstein-Prötzel                 | Altliberal                                    |                                               |
| 6                                                     | Niederbarnim                                                                        | Carl von Treskow                              | KP                                            |                                               |
| 7                                                     | Potsdam, Osthavelland                                                               | Ludolf von Luck                               | KP                                            |                                               |
| 8                                                     | Westhavelland                                                                       | Ludwig von Bredow                             | KP                                            |                                               |
| 9                                                     | Zauch-Belzig, Jüterbog-Luckenwalde                                                  | Curt von Watzdorf                             | KP                                            |                                               |
| 10                                                    | Teltow, Beeskow-Storkow                                                             | Albrecht von Roon                             | KP                                            |                                               |
| Provinz Brandenburg – Regierungsbezirk Frankfurt      |                                                                                     |                                               |                                               |                                               |
| 1                                                     | Arnswalde, Friedeberg                                                               | Ludwig von Wedemeyer                          | KP                                            |                                               |
| 2                                                     | Landsberg (Warthe), Soldin                                                          | Rudolph Anton Lucas von Cranach               | KP                                            |                                               |
| 3                                                     | Königsberg (Neumark)                                                                | Albert von Levetzow                           | KP                                            |                                               |
| 4                                                     | Frankfurt (Oder), Lebus                                                             | Eduard von Simson                             | NLP                                           |                                               |
| 5                                                     | Sternberg                                                                           | Eduard von Waldow und Reitzenstein            | KP                                            |                                               |
| 6                                                     | Züllichau-Schwiebus, Crossen                                                        | Karl Friedrich von Steinmetz                  | KP                                            |                                               |
| 7                                                     | Guben, Lübben                                                                       | Ewald von Kleist                              | KP                                            |                                               |
| 8                                                     | Sorau                                                                               | Henning von Puttkamer                         | NLP                                           |                                               |
| 9                                                     | Cottbus, Spremberg                                                                  | Hans Köster                                   | KP                                            |                                               |
| 10                                                    | Calau, Luckau                                                                       | Friedrich zu Solms-Baruth                     | KP                                            |                                               |
| Provinz Pommern – Regierungsbezirk Stettin            |                                                                                     |                                               |                                               |                                               |
| 1                                                     | Demmin, Anklam                                                                      | Maximilian von Schwerin-Putzar                | NLP                                           |                                               |
| 2                                                     | Ueckermünde, Usedom-Wollin                                                          | Otto Michaelis                                | NLP                                           |                                               |
| 3                                                     | Randow, Greifenhagen                                                                | Otto Stavenhagen                              | KP                                            |                                               |
| 4                                                     | Stettin                                                                             | Gustav Müller                                 | FV                                            |                                               |
| 5                                                     | Pyritz, Saatzig                                                                     | Wilhelm von Schöning                          | KP                                            |                                               |
| 6                                                     | Naugard, Regenwalde                                                                 | Moritz Karl Henning von Blanckenburg          | KP                                            |                                               |
| 7                                                     | Greifenberg, Kammin                                                                 | Gerhard von Thadden                           | KP                                            |                                               |
| Provinz Pommern – Regierungsbezirk Köslin             |                                                                                     |                                               |                                               |                                               |
| 1                                                     | Stolp, Lauenburg in Pommern                                                         | Carl Friedrich von Denzin                     | KP                                            |                                               |
| 2                                                     | Bütow, Rummelsburg, Schlawe                                                         | Werner von Blumenthal-Suckow                  | KP                                            |                                               |
| 3                                                     | Fürstenthum                                                                         | Robert von Schröder                           | KP                                            |                                               |
| 4                                                     | Belgard, Schivelbein, Dramburg                                                      | Heinrich Leonhard von Arnim-Heinrichsdorf     | KP                                            |                                               |
| 5                                                     | Neustettin                                                                          | Hermann Wagener                               | KP                                            |                                               |
| Provinz Pommern – Regierungsbezirk Stralsund          |                                                                                     |                                               |                                               |                                               |
| 1                                                     | Rügen, Franzburg                                                                    | Robert Eduard von Hagemeister                 | FKV                                           |                                               |
| 2                                                     | Greifswald, Grimmen                                                                 | Leopold von Seeckt                            | KP                                            |                                               |
| Provinz Posen – Regierungsbezirk Posen                |                                                                                     |                                               |                                               |                                               |
| 1                                                     | Posen                                                                               | Richard Krieger                               | NLP                                           |                                               |
| 2                                                     | Samter, Birnbaum, Obornik                                                           | Theodor von Bethmann-Hollweg                  | Altliberal                                    |                                               |
| 3                                                     | Meseritz, Bomst                                                                     | Hans Wilhelm von Unruhe-Bomst                 | FKV                                           |                                               |
| 4                                                     | Buk, Kosten                                                                         | Stanislaus von Chlapowski                     | Pole                                          |                                               |
| 5                                                     | Kröben                                                                              | Thaddäus von Chlapowski                       | Pole                                          |                                               |
| 6                                                     | Fraustadt                                                                           | Maximilian von Puttkamer                      | NLP                                           |                                               |
| 7                                                     | Schrimm, Schroda                                                                    | Mieczyslaus Kwilecki                          | Pole                                          |                                               |
| 8                                                     | Wreschen, Pleschen                                                                  | Wladislaus von Niegolewski                    | Pole                                          |                                               |
| 9                                                     | Krotoschin                                                                          | Alexander von Graeve                          | Pole                                          |                                               |
| 10                                                    | Adelnau, Schildberg                                                                 | Julius Pilaski                                | Pole                                          |                                               |
| Provinz Posen – Regierungsbezirk Bromberg             |                                                                                     |                                               |                                               |                                               |
| 1                                                     | Czarnikau, Chodziesen                                                               | Adelbert von der Schulenburg-Filehne          | KP                                            |                                               |
| 2                                                     | Wirsitz, Schubin                                                                    | Carl von Saenger                              | Altliberal                                    |                                               |
| 3                                                     | Bromberg                                                                            | Karl von Saucken                              | DFP                                           |                                               |
| 4                                                     | Inowrazlaw, Mogilno                                                                 | Kasimir Kantak                                | Pole                                          |                                               |
| 5                                                     | Gnesen, Wongrowitz                                                                  | Cajetan von Buchowski                         | Pole                                          |                                               |
| Provinz Schlesien – Regierungsbezirk Breslau          |                                                                                     |                                               |                                               |                                               |
| 1                                                     | Guhrau, Steinau, Wohlau                                                             | Leopold von Frankenberg-Ludwigsdorf           | KP                                            |                                               |
| 2                                                     | Militsch, Trebnitz                                                                  | August von Maltzan                            | FKV                                           |                                               |
| 3                                                     | Groß Wartenberg, Oels                                                               | Calixt Biron von Curland                      | KP                                            |                                               |
| 4                                                     | Namslau, Brieg                                                                      | Karl Friedrich von Vincke                     | Altliberal                                    |                                               |
| 5                                                     | Ohlau, Strehlen, Nimptsch                                                           | Ernst Friedrich von Eicke                     | fraktionslos konservativ                      |                                               |
| 6                                                     | Breslau-Ost                                                                         | Julius von Kirchmann                          | DFP                                           |                                               |
| 7                                                     | Breslau-West                                                                        | Franz Ziegler                                 | DFP                                           |                                               |
| 8                                                     | Neumarkt, Breslau-Land                                                              | Ernst Wachler                                 | NLP                                           |                                               |
| 9                                                     | Striegau, Schweidnitz                                                               | Karl von Pückler-Burghauß                     | KP                                            |                                               |
| 10                                                    | Waldenburg                                                                          | Hans von Pleß                                 | FKV                                           |                                               |
| 11                                                    | Reichenbach, Neurode                                                                | Karl Twesten                                  | NLP                                           |                                               |
| 12                                                    | Glatz, Habelschwerdt                                                                | Franz Künzer                                  | FKV                                           |                                               |
| 13                                                    | Frankenstein, Münsterberg                                                           | Ludwig Gitzler                                | FKV                                           |                                               |
| Provinz Schlesien – Regierungsbezirk Oppeln           |                                                                                     |                                               |                                               |                                               |
| 1                                                     | Kreuzburg, Rosenberg O.S.                                                           | Eduard Georg von Bethusy-Huc                  | FKV                                           |                                               |
| 2                                                     | Oppeln                                                                              | Heinrich von Mühler                           | fraktionslos konservativ                      |                                               |
| 3                                                     | Groß Strehlitz, Kosel                                                               | Johannes Maria von Renard                     | FKV                                           |                                               |
| 4                                                     | Lublinitz, Tost-Gleiwitz                                                            | Hugo zu Hohenlohe-Öhringen                    | FKV                                           |                                               |
| 5                                                     | Beuthen-Nord                                                                        | Guido Henckel von Donnersmarck                | NLP                                           |                                               |
| 6                                                     | Beuthen-Süd                                                                         | Wilhelm Ulrich                                | unbestimmt                                    |                                               |
| 7                                                     | Pleß, Rybnik                                                                        | Victor I. Herzog von Ratibor                  | FKV                                           |                                               |
| 8                                                     | Ratibor                                                                             | Karl Fürst Lichnowsky                         | FKV                                           |                                               |
| 9                                                     | Leobschütz                                                                          | Franz Engel                                   | NLP                                           |                                               |
| 10                                                    | Neustadt O.S.                                                                       | Eduard von Oppersdorff                        | FKV                                           |                                               |
| 11                                                    | Falkenberg O.S., Grottkau                                                           | Friedrich von Frankenberg und Ludwigsdorf     | FKV                                           |                                               |
| 12                                                    | Neisse                                                                              | Karl Rudolf Friedenthal                       | Altliberal                                    |                                               |
| Provinz Schlesien – Regierungsbezirk Liegnitz         |                                                                                     |                                               |                                               |                                               |
| 1                                                     | Grünberg, Freystadt                                                                 | Ernst von Grävenitz                           | KP                                            |                                               |
| 2                                                     | Sagan, Sprottau                                                                     | Hans zur Megede                               | FV                                            |                                               |
| 3                                                     | Glogau                                                                              | Robert Bail                                   | NLP                                           |                                               |
| 4                                                     | Lüben, Bunzlau                                                                      | Hermann zu Dohna-Kotzenau                     | NLP                                           |                                               |
| 5                                                     | Löwenberg                                                                           | Georges von Cottenet                          | KP                                            |                                               |
| 6                                                     | Liegnitz, Goldberg-Haynau                                                           | Reinhold Aßmann                               | NLP                                           |                                               |
| 7                                                     | Landeshut, Jauer, Bolkenhain                                                        | Eberhard zu Stolberg-Wernigerode              | KP                                            |                                               |
| 8                                                     | Schönau, Hirschberg                                                                 | Hugo von Graevenitz                           | KP                                            |                                               |
| 9                                                     | Görlitz, Lauban                                                                     | Albert von Carlowitz                          | FV                                            |                                               |
| 10                                                    | Rothenburg (Oberlausitz), Hoyerswerda                                               | Otto Theodor von Seydewitz                    | KP                                            |                                               |
| Provinz Sachsen – Regierungsbezirk Magdeburg          |                                                                                     |                                               |                                               |                                               |
| 1                                                     | Salzwedel, Gardelegen                                                               | Werner von der Schulenburg-Beetzendorf        | KP                                            |                                               |
| 2                                                     | Stendal, Osterburg                                                                  | Wilhelm von Bismarck-Briest                   | KP                                            |                                               |
| 3                                                     | Jerichow I, Jerichow II                                                             | Heinrich von Brauchitsch                      | KP                                            |                                               |
| 4                                                     | Magdeburg                                                                           | Hans Victor von Unruh                         | NLP                                           |                                               |
| 5                                                     | Neuhaldensleben, Wolmirstedt                                                        | Max von Forckenbeck                           | NLP                                           |                                               |
| 6                                                     | Wanzleben                                                                           | Ludwig Aegidi                                 | FKV                                           |                                               |
| 7                                                     | Aschersleben, Calbe an der Saale                                                    | Adolph von Dietze                             | FKV                                           |                                               |
| 8                                                     | Halberstadt, Oschersleben, Wernigerode                                              | August von Bernuth                            | Altliberal                                    |                                               |
| Provinz Sachsen – Regierungsbezirk Merseburg          |                                                                                     |                                               |                                               |                                               |
| 1                                                     | Liebenwerda, Torgau                                                                 | Carl Heinrich Ludwig Schaper                  | KP                                            |                                               |
| 2                                                     | Schweinitz, Wittenberg                                                              | Ferdinand Lucke                               | KP                                            |                                               |
| 3                                                     | Bitterfeld, Delitzsch                                                               | Carl Friedrich von Seydewitz                  | KP                                            |                                               |
| 4                                                     | Halle (Saale), Saalkreis                                                            | Friedrich Stavenhagen                         | NLP                                           |                                               |
| 5                                                     | Mansfelder Seekreis, Mansfelder Gebirgskreis                                        | Anton Ludwig Sombart                          | NLP                                           |                                               |
| 6                                                     | Sangerhausen, Eckartsberga                                                          | Hermann Jüngken                               | NLP                                           |                                               |
| 7                                                     | Querfurt, Merseburg                                                                 | Carl Heinrich von Helldorff                   | fraktionslos konservativ                      |                                               |
| 8                                                     | Naumburg, Weißenfels, Zeitz                                                         | Otto Rohland                                  | DFP                                           |                                               |
| Provinz Sachsen – Regierungsbezirk Erfurt             |                                                                                     |                                               |                                               |                                               |
| 1                                                     | Nordhausen                                                                          | Eduard von Davier                             | KP                                            |                                               |
| 2                                                     | Heiligenstadt, Worbis                                                               | Albrecht Bernhard Frantz                      | FKV                                           |                                               |
| 3                                                     | Mühlhausen, Langensalza, Weißensee                                                  | Friedrich Bernhard von Hagke                  | FKV                                           |                                               |
| 4                                                     | Erfurt, Schleusingen, Ziegenrück                                                    | August von der Heydt                          | fraktionslos konservativ                      |                                               |
| Provinz Schleswig-Holstein                            |                                                                                     |                                               |                                               |                                               |
| 1                                                     | Hadersleben, Sonderburg                                                             | Hans Krüger                                   | Däne                                          |                                               |
| 2                                                     | Apenrade, Flensburg                                                                 | Werner Kraus                                  | BKV                                           |                                               |
| 3                                                     | Schleswig, Eckernförde                                                              | Eduard von Baudissin                          | BKV                                           |                                               |
| 4                                                     | Tondern, Husum, Eiderstedt                                                          | Eduard Reeder                                 | BKV                                           |                                               |
| 5                                                     | Dithmarschen, Steinburg                                                             | Karl Lorentzen                                | BKV                                           |                                               |
| 6                                                     | Pinneberg, Segeberg                                                                 | Friedrich Heinrich Otto Jensen                | BKV                                           |                                               |
| 7                                                     | Kiel, Rendsburg                                                                     | Albert Hänel                                  | BKV                                           |                                               |
| 8                                                     | Altona, Stormarn                                                                    | Rudolf Schleiden                              | BKV                                           |                                               |
| 9                                                     | Oldenburg in Holstein, Plön                                                         | Karl Philipp Francke                          | BKV                                           |                                               |
| Herzogtum Lauenburg                                   |                                                                                     |                                               |                                               |                                               |
| 1                                                     | Herzogtum Lauenburg                                                                 | Friedrich Gottlieb von Bülow                  | FKV                                           |                                               |
| Provinz Hannover                                      |                                                                                     |                                               |                                               |                                               |
| 1                                                     | Emden, Leer, Norden, Weener                                                         | Ernst Hantelmann                              | NLP                                           |                                               |
| 2                                                     | Aurich, Wittmund                                                                    | Johann Gerhardt Röben                         | NLP                                           |                                               |
| 3                                                     | Meppen, Lingen, Bentheim, Aschendorf, Hümmling                                      | Ludwig Windthorst                             | BKV                                           |                                               |
| 4                                                     | Osnabrück, Bersenbrück, Iburg                                                       | Johannes von Miquel                           | NLP                                           |                                               |
| 5                                                     | Melle, Diepholz, Wittlage, Sulingen                                                 | Arnold Buddenberg                             | NLP                                           |                                               |
| 6                                                     | Syke, Hoya, Verden, Achim                                                           | Wilhelm von Hammerstein                       | BKV                                           |                                               |
| 7                                                     | Nienburg, Neustadt am Rübenberge, Fallingbostel, Stolzenau                          | Hermann Schläger                              | NLP                                           |                                               |
| 8                                                     | Hannover, Linden-Stadt                                                              | Alexander von Münchhausen                     | BKV                                           |                                               |
| 9                                                     | Hameln, Linden-Land, Springe                                                        | Wilhelm Redeker                               | NLP                                           |                                               |
| 10                                                    | Hildesheim, Marienburg, Alfeld (Leine), Gronau                                      | Hermann Roemer                                | NLP                                           |                                               |
| 11                                                    | Einbeck, Northeim, Osterode am Harz, Uslar                                          | Siegfried Wilhelm Albrecht                    | NLP                                           |                                               |
| 12                                                    | Göttingen, Duderstadt, Münden                                                       | Julius Jordan                                 | BKV                                           |                                               |
| 13                                                    | Goslar, Zellerfeld, Ilfeld                                                          | Georg Herbert zu Münster                      | FKV                                           |                                               |
| 14                                                    | Gifhorn, Celle, Peine, Burgdorf                                                     | Gottlieb Planck                               | NLP                                           |                                               |
| 15                                                    | Lüchow, Uelzen, Dannenberg, Isenhagen                                               | August von Grote                              | BKV                                           |                                               |
| 16                                                    | Lüneburg, Soltau, Winsen, Bleckede                                                  | Ludolf Fromme                                 | NLP                                           |                                               |
| 17                                                    | Harburg, Rotenburg in Hannover, Zeven, Lilienthal                                   | August Grumbrecht                             | NLP                                           |                                               |
| 18                                                    | Stade, Geestemünde, Bremervörde, Osterholz, Blumenthal                              | Adolph Weber                                  | NLP                                           |                                               |
| 19                                                    | Neuhaus (Oste), Hadeln, Lehe, Kehdingen, Jork                                       | Rudolf von Bennigsen                          | NLP                                           |                                               |
| Provinz Westfalen – Regierungsbezirk Münster          |                                                                                     |                                               |                                               |                                               |
| 1                                                     | Tecklenburg, Steinfurt, Ahaus                                                       | Paul Zurmühlen                                | unbestimmt                                    |                                               |
| 2                                                     | Münster, Coesfeld                                                                   | Karl von Kleinsorgen                          | fraktionslos liberal                          |                                               |
| 3                                                     | Borken, Recklinghausen                                                              | Gottfried Meulenbergh                         | DFP                                           |                                               |
| 4                                                     | Lüdinghausen, Beckum, Warendorf                                                     | Hermann von Mallinckrodt                      | BKV                                           |                                               |
| Provinz Westfalen – Regierungsbezirk Minden           |                                                                                     |                                               |                                               |                                               |
| 1                                                     | Minden, Lübbecke, Jadegebiet                                                        | Eduard Kuno von der Goltz                     | KP                                            |                                               |
| 2                                                     | Herford, Halle (Westfalen)                                                          | Carl von Bodelschwingh                        | KP                                            |                                               |
| 3                                                     | Bielefeld, Wiedenbrück                                                              | Benedikt Waldeck                              | DFP                                           |                                               |
| 4                                                     | Paderborn, Büren                                                                    | Reinhard Franz von und zu Brenken             | FKV                                           |                                               |
| 5                                                     | Höxter, Warburg                                                                     | Wilhelm von Bocholtz-Meschede                 | FKV                                           |                                               |
| Provinz Westfalen – Regierungsbezirk Arnsberg         |                                                                                     |                                               |                                               |                                               |
| 1                                                     | Wittgenstein, Siegen, Biedenkopf                                                    | Albert von Dörnberg                           | Altliberal                                    |                                               |
| 2                                                     | Olpe, Arnsberg, Meschede                                                            | Peter Reichensperger                          | BKV                                           |                                               |
| 3                                                     | Altena, Iserlohn                                                                    | Heinrich Kreutz                               | fraktionslos liberal                          |                                               |
| 4                                                     | Hagen                                                                               | Friedrich Harkort                             | DFP                                           |                                               |
| 5                                                     | Bochum                                                                              | Wilhelm Loewe                                 | DFP                                           |                                               |
| 6                                                     | Dortmund                                                                            | Hermann Heinrich Becker                       | DFP                                           |                                               |
| 7                                                     | Hamm, Soest                                                                         | Florens von Bockum-Dolffs                     | FV                                            |                                               |
| 8                                                     | Lippstadt, Brilon                                                                   | Ferdinand Ohm                                 | FV                                            |                                               |
| Provinz Hessen-Nassau – Regierungsbezirk Wiesbaden    |                                                                                     |                                               |                                               |                                               |
| 1                                                     | Usingen, Idstein, Königstein, Höchst, Hochheim                                      | Wilhelm Neubronner                            | NLP                                           |                                               |
| 2                                                     | Wiesbaden, Wehen, Langenschwalbach, Rüdesheim, Eltville                             | Carl Braun                                    | NLP                                           |                                               |
| 3                                                     | St. Goarshausen, Braubach, Nastätten, Montabaur, Wallmerod, Nassau                  | Gustav von Diest                              | KP                                            |                                               |
| 4                                                     | Limburg, Weilburg, Diez, Runkel, Hadamar                                            | Johannes Knapp                                | DFP                                           |                                               |
| 5                                                     | Dillenburg, Herborn, Rennerod, Marienberg, Selters, Hachenburg                      | Friedrich von Schwartzkoppen                  | Altliberal                                    |                                               |
| 6                                                     | Frankfurt am Main                                                                   | Mayer Carl von Rothschild                     | fraktionslos konservativ                      |                                               |
| Provinz Hessen-Nassau – Regierungsbezirk Kassel       |                                                                                     |                                               |                                               |                                               |
| 1                                                     | Rinteln, Hofgeismar, Wolfhagen                                                      | Friedrich Oetker                              | NLP                                           |                                               |
| 2                                                     | Kassel, Melsungen                                                                   | Otto Bähr                                     | NLP                                           |                                               |
| 3                                                     | Fritzlar, Homberg, Ziegenhain                                                       | Karl Bernhardi                                | NLP                                           |                                               |
| 4                                                     | Eschwege, Schmalkalden, Witzenhausen                                                | Richard Harnier                               | NLP                                           |                                               |
| 5                                                     | Marburg, Frankenberg, Kirchhain                                                     | Friedrich Nebelthau                           | NLP                                           |                                               |
| 6                                                     | Hersfeld, Rotenburg (Fulda), Hünfeld                                                | August Braun                                  | NLP                                           |                                               |
| 7                                                     | Fulda, Schlüchtern, Gersfeld                                                        | Franz Rang                                    | FV                                            |                                               |
| 8                                                     | Hanau, Gelnhausen                                                                   | Hermann Weigel                                | NLP                                           |                                               |
| Rheinprovinz – Regierungsbezirk Köln                  |                                                                                     |                                               |                                               |                                               |
| 1                                                     | Köln-Stadt                                                                          | Johann Joseph Fühling                         | DFP                                           |                                               |
| 2                                                     | Köln-Land                                                                           | Fritz Pauli                                   | fraktionslos liberal                          |                                               |
| 3                                                     | Bergheim (Erft), Euskirchen                                                         | Ludwig Blum                                   | FKV                                           |                                               |
| 4                                                     | Rheinbach, Bonn                                                                     | Carl Ludwig von Proff-Irnich                  | fraktionslos liberal                          |                                               |
| 5                                                     | Siegkreis, Waldbröl                                                                 | Aloys Göddertz                                | FV                                            |                                               |
| 6                                                     | Mülheim am Rhein, Gummersbach, Wipperfürth                                          | Ignatz Bürgers                                | Altliberal                                    |                                               |
| Rheinprovinz – Regierungsbezirk Düsseldorf            |                                                                                     |                                               |                                               |                                               |
| 1                                                     | Lennep, Mettmann                                                                    | Peter Adolf Reincke                           | ADAV                                          |                                               |
| 2                                                     | Elberfeld, Barmen                                                                   | Johann Baptist von Schweitzer                 | ADAV                                          |                                               |
| 3                                                     | Solingen                                                                            | Georg von Bunsen                              | NLP                                           |                                               |
| 4                                                     | Düsseldorf                                                                          | Friedrich Bloemer                             | Altliberal                                    |                                               |
| 5                                                     | Essen                                                                               | Friedrich Leopold Devens                      | FKV                                           |                                               |
| 6                                                     | Duisburg                                                                            | Otto Keller                                   | NLP                                           |                                               |
| 7                                                     | Moers, Rees                                                                         | Georg von Vincke                              | Altliberal                                    |                                               |
| 8                                                     | Kleve, Geldern                                                                      | Felix von Loë                                 | fraktionslos klerikal                         |                                               |
| 9                                                     | Kempen                                                                              | Hermann Hüffer                                | FV                                            |                                               |
| 10                                                    | Gladbach                                                                            | Franz Josef Kratz                             | FV                                            |                                               |
| 11                                                    | Krefeld                                                                             | Carl Hermann Kanngießer                       | NLP                                           |                                               |
| 12                                                    | Neuss, Grevenbroich                                                                 | Otto Camphausen                               | fraktionslos liberal                          |                                               |
| Rheinprovinz – Regierungsbezirk Koblenz               |                                                                                     |                                               |                                               |                                               |
| 1                                                     | Wetzlar, Altenkirchen                                                               | Ludwig zu Solms-Hohensolms-Lich               | FKV                                           |                                               |
| 2                                                     | Neuwied                                                                             | Clemens Hosius                                | NLP                                           |                                               |
| 3                                                     | Koblenz, St. Goar                                                                   | Karl Friedrich von Savigny                    | FKV                                           |                                               |
| 4                                                     | Kreuznach, Simmern                                                                  | Ludolf Camphausen                             | fraktionslos liberal                          |                                               |
| 5                                                     | Mayen, Ahrweiler                                                                    | Wilhelm Gommelshausen                         | FV                                            |                                               |
| 6                                                     | Adenau, Cochem, Zell                                                                | Friedrich Leopold Cornely                     | DFP                                           |                                               |
| Rheinprovinz – Regierungsbezirk Trier                 |                                                                                     |                                               |                                               |                                               |
| 1                                                     | Daun, Bitburg, Prüm                                                                 | Carl Josef Holzer                             | FV                                            |                                               |
| 2                                                     | Wittlich, Bernkastel                                                                | Leopold Tobias                                | FKV                                           |                                               |
| 3                                                     | Trier                                                                               | Ludwig Lautz                                  | NLP                                           |                                               |
| 4                                                     | Saarlouis, Merzig, Saarburg                                                         | Karl Heyl                                     | FV                                            |                                               |
| 5                                                     | Saarbrücken                                                                         | Gustav Bruch                                  | NLP                                           |                                               |
| 6                                                     | Ottweiler, St. Wendel, Meisenheim                                                   | Carl Ferdinand von Stumm-Halberg              | FKV                                           |                                               |
| Rheinprovinz – Regierungsbezirk Aachen                |                                                                                     |                                               |                                               |                                               |
| 1                                                     | Schleiden, Malmedy, Montjoie                                                        | Ernst Engel                                   | NLP                                           |                                               |
| 2                                                     | Eupen, Aachen-Land                                                                  | Adam Bock                                     | fraktionslos klerikal                         |                                               |
| 3                                                     | Aachen-Stadt                                                                        | Arnold Deutz                                  | fraktionslos liberal                          |                                               |
| 4                                                     | Düren, Jülich                                                                       | Franz Jakob von Hilgers                       | DFP                                           |                                               |
| 5                                                     | Geilenkirchen, Heinsberg, Erkelenz                                                  | Alfred Polycarp von Hompesch                  | FKV                                           |                                               |
| Hohenzollernsche Lande – Regierungsbezirk Sigmaringen |                                                                                     |                                               |                                               |                                               |
| 1                                                     | Sigmaringen, Hechingen, Haigerloch, Gammertingen                                    | August Evelt                                  | Altliberal                                    |                                               |

### Sachsen
| Königreich Sachsen | Königreich Sachsen                          | Königreich Sachsen                 | Königreich Sachsen   | Königreich Sachsen |
| ------------------ | ------------------------------------------- | ---------------------------------- | -------------------- | ------------------ |
| 1                  | Zittau                                      | Christian Gottlieb Riedel          | DFP                  |                    |
| 2                  | Löbau                                       | Karl August Mosig von Aehrenfeld   | NLP                  |                    |
| 3                  | Bautzen, Kamenz, Bischofswerda              | Hermann von Salza und Lichtenau    | FKV                  |                    |
| 4                  | Dresden rechts der Elbe, Radeberg, Radeburg | Friedrich Oskar von Schwarze       | BKV                  |                    |
| 5                  | Dresden links der Elbe                      | Franz Wigard                       | DFP                  |                    |
| 6                  | Dresden-Land links der Elbe, Dippoldiswalde | Wilhelm Michael Schaffrath         | DFP                  |                    |
| 7                  | Meißen, Großenhain, Riesa                   | Ludwig von Zehmen                  | FKV                  |                    |
| 8                  | Pirna, Sebnitz                              | Hermann Theodor Schreck            | DFP                  |                    |
| 9                  | Freiberg, Hainichen                         | Friedrich Raimund Sachße           | BKV                  |                    |
| 10                 | Döbeln, Nossen, Leisnig                     | Wilhelm Oehmichen                  | BKV                  |                    |
| 11                 | Oschatz, Wurzen, Grimma                     | Theodor Günther                    | BKV                  |                    |
| 12                 | Leipzig-Stadt                               | Eduard Stephani                    | NLP                  |                    |
| 13                 | Leipzig-Land, Taucha, Markranstädt, Zwenkau | Ferdinand Goetz                    | fraktionslos liberal |                    |
| 14                 | Borna, Geithain, Rochlitz                   | Karl Wilhelm Gebert                | BKV                  |                    |
| 15                 | Mittweida, Frankenberg, Augustusburg        | Hans Blum                          | NLP                  |                    |
| 16                 | Chemnitz                                    | Friedrich Wilhelm Emil Försterling | LADAV                |                    |
| 17                 | Glauchau, Meerane, Hohenstein-Ernstthal     | August Bebel                       | SVP                  |                    |
| 18                 | Zwickau, Crimmitschau, Werdau               | Reinhold Schraps                   | SVP                  |                    |
| 19                 | Stollberg, Schneeberg                       | Wilhelm Liebknecht                 | SVP                  |                    |
| 20                 | Marienberg, Zschopau                        | Georg Curt von Einsiedel           | FKV                  |                    |
| 21                 | Annaberg, Schwarzenberg, Johanngeorgenstadt | Karl Leistner                      | NLP                  |                    |
| 22                 | Auerbach, Reichenbach                       | Julius Leonhard Heubner            | DFP                  |                    |
| 23                 | Plauen, Oelsnitz, Klingenthal               | Franz August Mammen                | DFP                  |                    |

### Kleinstaaten
| Großherzogtum Hessen (nur Provinz Oberhessen) | Großherzogtum Hessen (nur Provinz Oberhessen)                     | Großherzogtum Hessen (nur Provinz Oberhessen) | Großherzogtum Hessen (nur Provinz Oberhessen) | Großherzogtum Hessen (nur Provinz Oberhessen) |
| --------------------------------------------- | ----------------------------------------------------------------- | --------------------------------------------- | --------------------------------------------- | --------------------------------------------- |
| 1                                             | Gießen, Grünberg, Nidda                                           | Adalbert Nordeck zur Rabenau                  | Altliberal                                    |                                               |
| 2                                             | Friedberg, Büdingen, Vilbel                                       | Arnold Wendel                                 | fraktionslos liberal                          |                                               |
| 3                                             | Lauterbach, Alsfeld, Schotten                                     | Otto zu Solms-Laubach                         | Altliberal                                    |                                               |
| Großherzogtum Mecklenburg-Schwerin            |                                                                   |                                               |                                               |                                               |
| 1                                             | Kammergüter                                                       | Otto Wachenhusen                              | NLP                                           |                                               |
| 2                                             | Kammergüter                                                       | Edo Heinrich von Thünen                       | NLP                                           |                                               |
| 3                                             | Kammergüter und Ritterschaft                                      | Adolf von Plessen                             | KP                                            |                                               |
| 4                                             | Ritterschaft                                                      | Henning von Bassewitz                         | KP                                            |                                               |
| 5                                             | Schwerin, Wismar und 18 weitere Städte                            | Karl Friedrich Wilhelm Prosch                 | NLP                                           |                                               |
| 6                                             | Rostock und 19 weitere Städte                                     | Julius Wiggers                                | NLP                                           |                                               |
| Großherzogtum Sachsen-Weimar-Eisenach         |                                                                   |                                               |                                               |                                               |
| 1                                             | Weimar, Apolda                                                    | Hugo Friedrich Fries                          | NLP                                           |                                               |
| 2                                             | Eisenach, Dermbach                                                | Carl von Schwendler                           | NLP                                           |                                               |
| 3                                             | Jena, Neustadt an der Orla                                        | Wilhelm Genast                                | NLP                                           |                                               |
| Großherzogtum Mecklenburg-Strelitz            |                                                                   |                                               |                                               |                                               |
|                                               | Neustrelitz, Neubrandenburg, Schönberg                            | Karl von Oertzen                              | KP                                            |                                               |
| Großherzogtum Oldenburg                       |                                                                   |                                               |                                               |                                               |
| 1                                             | Oldenburg, Eutin, Birkenfeld                                      | Hermann Becker                                | NLP                                           |                                               |
| 2                                             | Jever, Brake, Westerstede, Varel, Elsfleth, Landwürden            | Dagobert Böckel                               | DFP                                           |                                               |
| 3                                             | Vechta, Delmenhorst, Cloppenburg, Wildeshausen, Berne, Friesoythe | Anton Franz Johann Russell                    | BKV                                           |                                               |
| Herzogtum Braunschweig                        |                                                                   |                                               |                                               |                                               |
| 1                                             | Braunschweig, Blankenburg                                         | Johann Wilhelm Österreich                     | NLP                                           |                                               |
| 2                                             | Helmstedt, Wolfenbüttel                                           | Ferdinand von Heinemann                       | NLP                                           |                                               |
| 3                                             | Holzminden, Gandersheim                                           | Friedrich Wilhelm Schnuse                     | NLP                                           |                                               |
| Herzogtum Sachsen-Meiningen                   |                                                                   |                                               |                                               |                                               |
| 1                                             | Meiningen, Hildburghausen                                         | Julius Hoffmann                               | NLP                                           |                                               |
| 2                                             | Sonneberg, Saalfeld                                               | Eduard Lasker                                 | NLP                                           |                                               |
| Herzogtum Sachsen-Altenburg                   |                                                                   |                                               |                                               |                                               |
|                                               | Altenburg, Roda                                                   | Gustav Richard Wagner                         | NLP                                           |                                               |
| Herzogtum Sachsen-Coburg-Gotha                |                                                                   |                                               |                                               |                                               |
| 1                                             | Coburg                                                            | Friedrich Forkel                              | NLP                                           |                                               |
| 2                                             | Gotha                                                             | Carl Ausfeld                                  | DFP                                           |                                               |
| Herzogtum Anhalt                              |                                                                   |                                               |                                               |                                               |
| 1                                             | Dessau, Zerbst                                                    | August Köppe                                  | NLP                                           |                                               |
| 2                                             | Bernburg, Köthen, Ballenstedt                                     | Alfred Ferdinand Baldamus                     | NLP                                           |                                               |
| Fürstentum Schwarzburg-Rudolstadt             |                                                                   |                                               |                                               |                                               |
|                                               | Königsee, Frankenhausen                                           | Wilhelm Endemann                              | NLP                                           |                                               |
| Fürstentum Schwarzburg-Sondershausen          |                                                                   |                                               |                                               |                                               |
|                                               | Sondershausen, Arnstadt, Gehren, Ebeleben                         | Günther Keyser                                | Altliberal                                    |                                               |
| Fürstentum Waldeck-Pyrmont                    |                                                                   |                                               |                                               |                                               |
|                                               | Waldeck, Pyrmont                                                  | Wilhelm Adolf Lette                           | NLP                                           |                                               |
| Fürstentum Reuß älterer Linie                 |                                                                   |                                               |                                               |                                               |
|                                               | Greiz, Burgk                                                      | Karl Salzmann                                 | NLP                                           |                                               |
| Fürstentum Reuß jüngerer Linie                |                                                                   |                                               |                                               |                                               |
|                                               | Gera, Schleiz                                                     | Karl Bernhard Jäger                           | NLP                                           |                                               |
| Fürstentum Schaumburg-Lippe                   |                                                                   |                                               |                                               |                                               |
|                                               | Bückeburg, Stadthagen                                             | Julius Martin Weißich                         | NLP                                           |                                               |
| Fürstentum Lippe                              |                                                                   |                                               |                                               |                                               |
|                                               | Detmold, Lemgo                                                    | Franz Hausmann                                | DFP                                           |                                               |
| Hansestadt Lübeck                             |                                                                   |                                               |                                               |                                               |
|                                               | Lübeck                                                            | Philipp Wilhelm Plessing                      | NLP                                           |                                               |
| Freie Hansestadt Bremen                       |                                                                   |                                               |                                               |                                               |
|                                               | Bremen, Bremerhaven                                               | Hermann Heinrich Meier                        | NLP                                           |                                               |
| Freie und Hansestadt Hamburg                  |                                                                   |                                               |                                               |                                               |
| 1                                             | Neustadt, St. Pauli                                               | Emil von Melle                                | NLP                                           |                                               |
| 2                                             | Altstadt, St. Georg, Hammerbrook                                  | Gustav Reinhold Richter                       | DFP                                           |                                               |
| 3                                             | Vororte und Landherrenschaften                                    | Edgar Daniel Roß                              | NLP                                           |                                               |

Im Verlauf der Legislaturperiode änderte sich aufgrund von Nachwahlen und Fraktionswechseln mehrfach die Stärke der einzelnen Fraktionen.

## Zollparlament
Alle Abgeordneten des Norddeutschen Reichstags waren von 1868 bis 1870 gleichzeitig auch Abgeordnete des deutschen Zollparlaments, dem Parlament des Deutschen Zollvereins. Hinzu traten 85 süddeutsche Abgeordnete für das Zollparlament, die bei einer Wahl im Februar und März 1868 in Bayern, Württemberg, Baden und Hessen nach dem gleichen Wahlrecht wie dem des Norddeutschen Bundes bestimmt wurden.